# تر آپلکانال
تر آپلکانال (به هلندی: Ter Apelkanaal) یک منطقهٔ مسکونی در هلند است که در وسترولد واقع شده‌است. تر آپلکانال ۱٬۰۶۰ نفر جمعیت دارد.